# Karl Riedl (Filmeditor)
Karl Riedl (* in Kloster Indersdorf, Bayern) ist ein deutscher Filmeditor.

## Leben
Karl Riedl studierte Theaterwissenschaften in München und wechselte dann zum Schnitt.
Seine Arbeiten wurden mehrfach auf den großen Filmfestivals von Rotterdam, Berlin, Cannes, Venedig, New York, Sundance, Tokio bis Montreal prämiert. U.a. wurde 2000 Suzhou River auf dem International Film Festival Rotterdam mit dem Tiger Award ausgezeichnet, 2003 Blind Shaft auf den Internationalen Filmfestspielen Berlin mit dem Silbernen Bären für künstlerische Leistung und auf dem Tribeca Film Festival in New York als Bester Film und 2012 Ende der Schonzeit auf dem Kinofest Lünen als Bester Film. Von ihm mitgestaltete Videokunst war u. a. im Künstlerhaus Bethanien in Berlin, im Museum Boijmans Van Beuningen in Rotterdam und auf der Art Basel zu sehen. Ein wichtiger Teil seines Schaffens liegt auch in der Zusammenarbeit mit unabhängigen chinesischen Filmregisseuren, was 2010 mit Buddha Mountain zum ersten Arthouse Box Office Erfolg in China führte. Nebenbei gibt er auch Workshops an der Staatlichen Hochschule für Gestaltung in Karlsruhe und der Filmakademie Baden-Württemberg in Ludwigsburg.
Karl Riedl lebt in Berlin.

## Filmografie
- 1998 Signalstörung (Regie: Thomas Mank)
- 2000 Suzhou River (Regie: Lou Ye)
- 2000 Conspiracy Spray (Regie: Ine Lamers)
- 2002 1 or 2 things I know about Chisinau (Regie: Ine Lamers)
- 2003 Blind Shaft (Regie: Li Yang)
- 2004 Not She (Regie: Ine Lamers)
- 2005 Dam Street (Regie: Li Yu)
- 2005 Die große Stille (Regie: Philip Gröning)
- 2006 Bridging the Gaps (Regie: Ciro Cappelari)
- 2007 Lost in Beijing (Regie: Li Yu)
- 2007 Songs from the Southern Seas (Regie: Marat Sarulu)
- 2008 Armee der Stille - La Isla Bonita (Regie: Roland Lang)
- 2009 Spring Fever (Regie: Lou Ye)
- 2009 In Berlin (Regie: Ciro Cappelari, Michael Ballhaus)
- 2010 Buddha Mountain (Regie: Li Yu)
- 2011 Good Friends (Regie: Isabell Heimerdinger)
- 2011 Blind Date (Regie: Isabell Heimerdinger)
- 2012 Ende der Schonzeit (Regie: Franziska Schlotterer)
- 2013 Die Frau des Polizisten (Regie: Philip Gröning)
- 2014 Factory Boss (Regie: Zhang Wei)
- 2015 Im Spinnwebhaus (Regie: Mara Eibl-Eibesfeldt)
- 2015 Jesus Cries (Regie: Brigitte Maria Mayer)
- 2017 The Swim (Regie: He Xiangyu)
- 2018 The Rib (Regie: Zhang Wei)
- 2018: Petting statt Pershing (Regie: Petra Lüschow)